# SiFive
SiFive — бесфабричная полупроводниковая компания, разработчик коммерческих процессоров RISC-V и IP-блоков для них на основе архитектуры набора команд RISC-V, первая компания, выпустившая коммерческий чип по спецификации RISC-V
. В линейке продукции — процессорные ядра, системы на кристалле, IP-блоки, платы для разработчиков.

## История
Основана в 2015 году исследователями Калифорнийского университета в Беркли Крсте Асановичем, Юнсупом Ли и Эндрю Уотерманом. 29 ноября 2016 года выпустила систему на кристалле Freedom Everywhere 310 и плату разработки HiFive, таким образом став первой компанией, серийно производящей чип, реализующий набор инструкций RISC-V (хотя существовали и более ранние процессоры RISC-V, созданные университетами).
В августе 2017 года генеральным директором назначен Навид Шервани. В октябре 2017 года выпустила ограниченную партию микросхемы U54-MC — первого в истории 64-разрядного четырёхъядерного процессора на базе RISC-V с поддержкой Linux.
В июне 2018 года приобрела компанию Open-Silicon (сумма сделки не раскрывалась), в результате чего расширила свои возможности специализированными интегральными схемами.
В феврале 2018 года выпустила HiFive Unleashed — разработческую плату, содержащую 64-разрядный SoC с четырьмя ядрами U54.
В сентябре 2020 года генеральным директором назначен Патрик Литтл.
В октябре 2020 года выпустила разработческую плату HiFive Unmatched в форм-факторе Mini-ITX с четырьмя ядрами U74-MC, одним ядром S7, 8 ГБ оперативной памяти DDR4, четырьмя портами USB 3.2 Gen1, одним слотом PCI Express x16, одним слотом PCIe Gen3 x4, одним слотом для карт microSD и гигабитным Ethernet. В апреле 2021 года вышла система на кристалле по техпроцессу TSMC N5.
В июне 2021 года Canonical объявила, что её операционная система Ubuntu поддерживает HiFive Unmatched и HiFive Unleashed. Барселонский суперкомпьютерный центр в сотрудничестве с компаниями Codeplay Software и SiFive реализовал поддержку V-extension v0.10 в инфраструктуре компиляции LLVM, предоставляя доступ к векторным вычислениям из C / C++.

## Продукты
Серия ядер SiFive — линейка ядер SiFive Core IP — состоит из трёх различных семейств, охватывающих спектр от высокопроизводительных процессоров приложений до оптимизированных по площади, маломощных встроенных 64- и 32-разрядных микроконтроллеров и векторных процессоров, разработанных с учётом современных вычислительных требований. Все процессоры SiFive основаны на системе команд RISC-V.
Семейство SiFive Performance предназначены для повышения производительности при сохранении энергоэффективности при небольших габаритах.
Семейство SiFive Intelligence использует программный подход к проектированию процессоров для удовлетворения потребностей технологий машинного обучения в векторных вычислениях на основе расширения RISC-V Vector и расширения SiFive Intelligence.
Третье семейство — SiFive Essential — включает высокопроизводительные многоядерные процессоры разнородных приложений и оптимизированные по площади встроенные микроконтроллеры с низким энергопотреблением. Микроархитектуры SiFive Essential Standard Core основаны на RISC-V ISA для обеспечения 64-разрядных и 32-разрядных опций и могут быть сконфигурированы с помощью SiFive Core Designer для создания пользовательских конфигураций.
SoC-IP — системы на кристалле, компоненты в которых могут быть настроены: заказчик может выбрать модуль интерфейса памяти, коммуникационный модуль или системный и периферийный модуль. «Произвольный SoC» — начиная с шаблона SoC, пользователи могут создавать собственные конструкции SoC, оптимизированные по мощности, производительности и площади.
SiFive также производит микроконтроллеры FE310, HiFive1, HiFive Unleashed и другие разработческие платы и программное обеспечение.